# Marvel NOW!
Marvel NOW! es un relanzamiento de varios cómics publicados por Marvel Comics, programado para debutar en octubre de 2012 con nuevas ediciones. Un título completamente nuevo, Uncanny Avengers, también está programado para debutar con el lanzamiento de Marvel NOW! Descrito como un desplazamiento del Universo Marvel tras la conclusión de la historia de Avengers vs. X-Men, Marvel NOW! implica cambios tanto en el formato de publicación como en el universo ficticio para atraer a nuevos lectores. Los cambios de publicación incluyen a nuevos equipos creativos para cada uno de los títulos y los cambios dentro del Universo Marvel incluyen nuevos diseños de los personajes e historias nuevas.

## Historia de publicación
Marvel Comics anunció por primera vez el lanzamiento de Marvel NOW! en julio de 2012. El redactor jefe de Marvel, Axel Alonso, lo describió como "el siguiente capítulo de la saga en curso del Universo Marvel". "Desde octubre hasta febrero vamos a proporcionar al menos una buena razón para que los lectores—viejos, caducados, o nuevos—entren a la tienda de cómics cada semana: una nueva edición #1, presentando a un nuevo y emocionante equipo creativo y al concepto de conducción, eso es un fácil punto de entrada en el Universo Marvel". El director creativo de Marvel, Joe Quesada, destacó que no es un reinicio, sino un desplazamiento del Universo Marvel tras los acontecimientos de Avengers vs. X-Men. Quesada explicó que habrá "muchos cambios en los status quos de los personajes, alter egos, trajes, cambios de creadores, cambios de diseño, la forma en que hacemos las portadas, cambios digitales, y la manera en la que empezamos a entregar los cómics".

### Avengers + X-Men
Un poderoso equipo conformado por los Vengadores y los X-Men (Idéntico a Uncanny Avengers)

#### Uncanny Avengers
El primer título que fue anunciado fue el de Uncanny Avengers por el equipo creativo de Rick Remender y John Cassaday. Uncanny Avengers es un nuevo equipo de Vengadores que cuenta con una alineación de Vengadores y X-Men clásicos como el Capitán América, Havok, Rogue, la Bruja Escarlata, Thor , Wolverine , la Avispa , el Hombre Maravilla y Sunfire. El equipo es una respuesta a los acontecimientos de Avengers vs. X-Men. Remender dijo, "Hay algo que Cíclope le dijo al [Capitán América] en Utopía que está sonando en su cabeza. Él no hizo lo suficiente para ayudar. Y Steve lo está tomando muy a pecho. Al salir de Avengers vs. X-Men, con el paisaje cambiado en gran medida, hay acontecimientos que conducen a que Steve reconozca que él tiene que hacer más".

#### All-New X-Men
All-New X-Men, de Brian Bendis y Stuart Immonen, cuenta con el regreso de los cinco X-Men originales, sacados de diferentes momentos, incluyendo a una adolescente Jean Grey, cuya contraparte adulta murió en 2004. Bendis dijo, "La nueva Jean no se parece a la Jean de antes. Esta no es una reencarnada Jean, esta no es un clon; esta es Jean. Ella regresa con los ojos abiertos, pero también hay que recordar que está entrando a un mundo en el que ha muerto. [No fue] una gran muerte, y no quiero arruinar lo de Avengers vs. X-Men, pero ella fue testigo de algunas cosas sobre sus amigos y seres queridos que la harán sentir maravillosa, pero también sorprenderán su mismo corazón y cambiará todo sobre sus relaciones... Ella va a presenciar lo que le ha pasado a los X-Men y hará algo que cambie eso, en un momento en el que tal vez sus poderes no están aún a su máxima capacidad".

#### AvengersyNew Avengers
Avengers, de Jonathan Hickman y Jerome Opena, y New Avengers, de Hickman y Steve Epting, fueron los siguientes títulos anunciados. Hickman dijo, "Avengers y New Avengers son en realidad dos lados del mismo libro, de la misma historia. Temáticamente, también están alineados. Avengers es sobre la vida y New Avengers es sobre la muerte. Eso es lo que los dos libros son. Es un gran libro. En Avengers, abordamos las cosas más grandes".

#### Iron Man
Iron Man, de Kieron Gillen y Greg Land, debutará en noviembre de 2012. Gillen dijo, "La historia se centrará en él (Iron Man) cuestionando cosas sobre sí mismo y tratando de averiguar exactamente cómo se comporta el universo, qué es lo que es y por qué hace esas cosas. Va a ser uno de los temas futuros del cómic".

#### Thor: God of Thunder
Thor: God of Thunder, de Jason Aaron y Esad Ribic, está establecido a lo largo de un milenio. Aaron dijo, "finalmente todo se centra en Thor, y lo representamos en 3 diferentes épocas de su vida—como el joven dios impetuoso de la Era Vikinga, como el consumado y legendario Vengador del presente, y como un rey envejecido de Asgard en un futuro roto".

#### Indestructible Hulk
Indestructible Hulk, de Mark Waid y Leinil Yu, comienza unas semanas después de los acontecimientos del Incredible Hulk de Jason Aaron. Waid dijo, "Nadie ha visto a Hulk ni a Banner durante unas semanas, lo cual tiene nerviosos a S.H.I.E.L.D. y a los Vengadores. S.H.I.E.L.D., en particular, ha hecho grandes esfuerzos en los últimos años para estar absolutamente seguros de que es imposible que Banner permanezca fuera de la red por mucho tiempo—y sin embargo, ha desaparecido. Y esto afecta literalmente a todo el planeta. Cada país está con el equivalente de alerta naranja. La seguridad del aeropuerto es una pesadilla. Los líderes mundiales están listos para esconderse en cualquier momento. Las cámaras de vigilancia se están vendiendo más rápido de lo que pueden ser fabricadas. Todo el mundo está preocupado. Maria Hill, en particular, ha tomado la "Búsqueda de Banner" como su propia misión personal, y cuando nuestra historia comienza, ella finalmente toma su primer descanso en las últimas semanas. Y como suele pasar, su calendario está hecho trizas"."

#### Deadpool
Deadpool es escrito por los comediantes Brian Posehn y Gerry Duggan, e ilustrado por Tony Moore. En términos de concepto, Dugan dijo, "Comienza con un hombre que ha decidido que América tiene muchos problemas que sólo pueden ser resueltos trayendo de vuelta a nuestros ex-líderes, nuestros grandes presidentes norteamericanos. Pero no es así como funciona. Una vez que regresan, ellos tienen una idea totalmente diferente de lo que tenían que hacer y lo que necesitaba el país. Es un trabajo desagradable tener que devolver a nuestros presidentes, pero Deadpool está listo y es el candidato ideal para el trabajo".

#### Fantastic FouryFF
Los siguientes títulos anunciados fueron Fantastic Four, de Matt Fraction y Mark Bagley,  y su nueva refundación de su equipo Future Fundation, o simplemente, FF, de Fraction y Mike Allred. En Fantastic Four, la familia de superhéroes toman unas vacaciones en el espacio para expandir la concepción de la vida de sus hijos, mientras que FF cuenta con un nuevo equipo, integrado por Ant-Man, Miss Thing, Medusa, y She-Hulk. Fraction dijo que "ambos títulos sirven por sí mismos después de que la historia inicial establece el status quo para cada uno, pero cada uno se relaciona e interrelaciona".

#### Captain America
Captain America es escrito por Rick Remender e ilustrado por John Romita Jr.. Remender describió que el tono iba a ser "casi como el Indiana Jones de ciencia ficción de Kirby". "Una gran aventura sumergida en la fantasía espía de la ciencia de ficción con un fuerte enfoque en el hombre debajo del traje. La tela y las relaciones de Steve conducen nuestra historia y la acción es el subproducto. La tonalidad es muy seria. Quieres asegurarte de que los personajes estén en contra de las cosas que se perciben como amenazas reales y ponerlos en situaciones interesantes. Tiene muy poca conexión con S.H.I.E.L.D. y el trabajo de espía, pero hay grandes aventuras con ciencia ficción que tiendo a inclinar".

### The Superior Spider-Man
El Spider-Man de Marvel Now! será el personaje Otto Octavius, ex-enemigo de Peter Parker. El cómic cuenta con un Otto Octavius (anteriormente el villano Dr. Octopus) supuestamente mejorado que ha tomado el cuerpo de Peter Parker y, habiendo permitido a Peter que muera en el cuerpo de Octavius, pero este afectado por los recuerdos de Peter, está decidido a ser un mejor hombre araña que el anterior, y un hombre mejor que Otto Octavius, un "Hombre Araña Superior". El título sustituye a la serie de larga duración The Amazing Spider-Man.
El 12 de enero de 2014 se confirmó que en abril de 2014 se lanzará en Estados Unidos el número The Amazing Spider-Man #1 en el que los escritores Dan Slott y Humberto Ramos volverán a colocar a Peter Parker bajo la máscara del arácnido. Este artículo se encuentra debajo de este.
Hay un número extra llamado Superior Spider-Man 32 y 33, en el que cuenta a donde fue Otto tras haber sido absorbido por la tormenta de tiempo al 2099 y cómo inicia ahí su participación en Spider-Verse, siendo este antes de morir en su N#31 .

### The Amazing Spider-Man
Luego del regreso de Peter en el número 31 de Superior Spider-Man, se enfrentará y corregirá los cambios y errores de Otto al igual que se adaptará a ellos.
En el N#9 de Amazing Spider-Man comienza el evento: Spider-Verse.